# 樂山郭沫若故居
樂山郭沫若故居位於四川省樂山市沙灣，文物遺址年代判定為1892年。1980年7月7日列為四川省重新確定公布的第一批省級文物保護單位。2006年5月25日公佈為第六批全國重點文物保護單位。